# Klaudia Dudová
Klaudia Dudová (* am 2. September 1988 in Levice, Tschechoslowakei) ist eine tschechische Filmschauspielerin. Sie erhielt 2014 den Český lev (deutsch Böhmischer Löwe) in der Kategorie Beste Hauptdarstellerin.

## Leben
Dudová wurde im westslowakischen Levice geboren und gehört der Bevölkerungsgruppe der Roma an. Sie wuchs in Brünn (Brno) und Ústí nad Labem auf. Nach der Grundschule lernte sie erst Friseurin, brach die Lehrzeit ab und wurde Verkäuferin. Danach arbeitete sie als Kassiererin.
Dudová hatte zu ihrer Schulzeit Tanzwettbewerbe der Roma gewonnen. Sie wurde bei einer späteren Veranstaltung vom Regisseur Petr Václav angesprochen, der eine junge Romni als Hauptdarstellerin für seinen Film  Cesta ven suchte.
Der Film gewann sieben Böhmische Löwen und war für drei weitere nominiert. Weitere Nominierungen erhielten der Regisseur und sein Film beim Filmfest Hamburg (Der Politische Film der Friedrich-Ebert-Stiftung) und beim Trieste Film Festival 2015. Im selben Jahr wurde Dudová beim Neiße Filmfestival für die Beste darstellerische Leistung ausgezeichnet.
Dudová ist Mutter einer Tochter.

## Filmografie
Spielfilme
- 2014 Cesta ven
- 2016 Nikdy nejsme sami
- 2017 Skokan
- 2020 La dona il·legal

Fernsehserien
- 2018 Rédl
- 2019 Most!

## Auszeichnungen
- 2014 Český lev – Beste Hauptdarstellerin für Cesta ven
- 2015 Neiße Filmfestival – Beste darstellerische Leistung für Cesta ven.